# IMT Atlantique
Die IMT Atlantique (auch bekannt als École Nationale Supérieure Mines-Télécom Atlantique Bretagne-Pays de la Loire oder École des Mines Télécom Atlantique) ist eine französische Grande École und Ingenieurschule, die am 1. Januar 2017 durch den Zusammenschluss der École nationale supérieure des mines de Nantes und Telecom Bretagne entstanden ist.
Das IMT Atlantique ist eine der angewandten Schulen der École Polytechnique.

## Berühmte Lehrer
- Claude Berrou (* 1951), französischer Elektrotechniker
- Alain Glavieux (1949–2004), französischer Informationstheoretiker

## Berühmte Absolventen
- Pierre Gattaz (* 1959), französischer Unternehmer